# 2739 Taguacipa
2739 Taguacipa è un asteroide della fascia principale del diametro medio di circa 11,3 km. Scoperto nel 1952, presenta un'orbita caratterizzata da un semiasse maggiore pari a 2,4574504 au e da un'eccentricità di 0,1296854, inclinata di 1,16664° rispetto all'eclittica.
L'asteroide è dedicato all'omonima divinità inca, compagno inseparabile e controparte malvagia di Viracocha. A simbolaggiare la loro inseparabilità, a quest'ultimo è stato dedicato l'asteroide con la numerazione attigua 2738 Viracocha.